# Spoiler (auto-onderdeel)

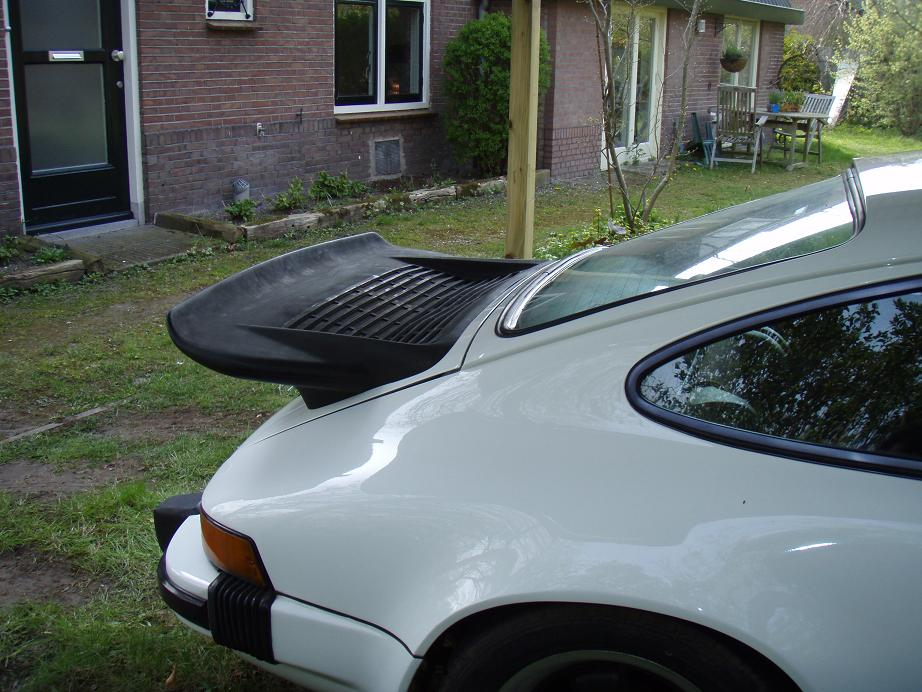
achterspoiler op een Porsche 911SC

Een spoiler is een auto-onderdeel dat ertoe dient om de grip en wegligging van een auto te verbeteren. De naam komt van het Engelse werkwoord to spoil dat "verstoren" betekent.
De spoiler verstoort de luchtstroming, zodat de auto met deze stroming een negatieve lift kan genereren, ook wel downforce genoemd. Hierdoor kan de auto een betere wegligging behouden. Spoilers kunnen zich zowel voor als achter op een auto bevinden.
In feite heeft een spoiler alleen zin bij hoge snelheden (zoals bij Formule 1). Op de gewone weg is de werking ervan te verwaarlozen. Daar wordt een spoiler dan ook alleen maar ingezet als een soort statussymbool of ter versiering van de auto.
Spoilers worden ook gebruikt bij vrachtwagens. Daar dienen ze eerder om de luchtstroom vloeiender te maken en zo brandstof te besparen.

## Trivia
- Omdat de spoiler in Nederland eigenlijk alleen zin heeft bij snelheden boven de toegestane maximumsnelheid, wordt soms de grap gemaakt dat het een schrijftafel is om de bekeuringen op uit te schrijven.
- Hoewel het nooit in de praktijk geprobeerd is, zou een Formule 1-wagen in theorie dankzij de spoilers voldoende downforce produceren om vanaf 130 km/h tegen het plafond te kunnen rijden.[1]